# Нил, Джеймс (генетик)
Джеймс Нил ( англ. James Van Gundia Neel; 1915—2000) — крупный американский генетик.

## Вклад в науку и карьера
Внёс важный вклад в генетическую эпидемиологию, понимание генома человека, установление механизмов влияния окружающей среды на гены. Изучал серповидноклеточную анемию и влияние радиации на жертв бомбардировки Хиросимы. В 1956 создал в Университете Мичигана департамент генетики, первый в своём роде в США. В 1971 году был избран в Американскую академию искусств и наук. Несколько раз свидетельствовал перед подкомитетами Конгресса США на тему влияния радиации на популяцию в длительной перспективе. Имел отношение к деятельности большого числа национальных и международных научных организаций в области здравоохранения.

## Награды
- 1960 — Премия Альберта Ласкера за фундаментальные медицинские исследования, «For laying the foundation for research in human genetics; and, specifically, to Dr. Neel for his work on thalassemia and sickle cell anemia.»[2]
- 1965 — Премия Уильяма Аллана[англ.]
- 1974 — Национальная научная медаль США в номинации «Биологические науки», «For pioneering achievements in creating the science of human genetics and discovering the genetic basis of several human diseases.»

## Критика
Вместе с Наполеоном Шаньоном обвинялся в распространении эпидемии среди народа яномамо. Обвинения, грозившие разрушить научную репутацию Нила, в результате расследования не подтвердились. Было установлено, что эпидемия возникла до его приезда в местность, где проживают представители этого народа.

## Научный архив
Бумаги Нила собраны в США особом именном архиве Library of the American Philosophical Society Архивная копия от 1 ноября 2014 на Wayback Machine.

## Общественная деятельность
В 1992 году подписал «Предупреждение человечеству».